# Haussknechtia
Genre
Haussknechtia est un genre de plantes à fleurs de la famille des Apiaceae. Il ne comprend qu'une seule espèce, Haussknechtia elymaitica Boiss., décrite par Pierre Edmond Boissier en 1873. Il est dédié à Heinrich Carl Haussknecht, botaniste allemand du XIXe siècle, qui est le premier à avoir récolté cette espèce, en Perse (actuelle Iran).